# 艺术家联合名录
艺术家联合名录（英語：The Union List of Artist Names，缩写ULAN）是一个使用受控词表的在线数据库，目前约有293,000个艺术家的名字和其他信息。ULAN中的名称可能包括姓名、笔名、变体拼写、各语言中的名称，以及随时间变化的姓名（例如婚后姓名）。在这些名称中，其中一个被标为首选名称。
该名录也名：艺术家人名规范档、藝術家人名權威檔、藝術家姓名聯合目錄、盖蒂联盟艺术家名称表。

## 简介
虽然它称为一个列表，但ULAN的实际构造是一个词库，符合ISO和NISO对词典构造的标准；它包含分层、等价和关联关系。
每个ULAN记录着重于一名艺术家。目前ULAN记录有大约12万名艺术家。数据库中的每个艺术家记录（此手册中也称“主题”）都由一个唯一的数字ID标识。与每个艺术家记录相关联的是名称、相关艺术家、数据来源和备注。ULAN的覆盖范围从古至今，范围为全球性。

ULAN包含有关艺术家的准确名称和相关信息。艺术家可以为个人或合作团体。ULAN中的艺术家通常表示参与了视觉艺术和建筑学概念或制作的创作者。一些表演艺术家（但通常不是演员、舞蹈家或其他表演艺术家）也在其中。

## 词汇表
ULAN是一个包含约12万条记录的结构化词汇表，其中包含有关于艺术家和建筑师的293,000个名称、传记和书目信息，这也包括丰富的变种名称、笔名和语言变种。

## 设计
即使结构相对平坦，ULAN的构造是一个分层数据库。它的树从一个称为ULAN层次顶层的根分支（Subject_ID：500000001）开始。目前有两个公开平面：人、企业机构。“人”平面的实体通常没有子项。企业机构平面的实体可能有子树。可能存在的多个更广泛的上下文使得ULAN结构多层次化。除了层次关系之外，ULAN还具有等价和关联关系。

## 脚注
1. ↑  .   [2017-06-01]. （原始内容存档于2010-07-20）.